# الکس مترولی
الکس مترولی (گرجی: ალექსანდრე მეტრეველი؛ زادهٔ ۲ نوامبر ۱۹۴۴) یک تنیس‌باز اهل اتحاد جماهیر شوروی سوسیالیستی است.